# Dienogest
Dienogest (łac. dienogestum) – organiczny związek chemiczny z grupy syntetycznych pochodnych progesteronu.
Stosowany jako lek łączący farmakologiczne właściwości pochodnych 19-norprogestagenów i progesteronu, dzięki czemu charakteryzuje się wysoką bioaktywnością przy doustnym stosowaniu i krótkim okresem półtrwania. Powinowactwo dienogestu do receptora progesteronowego ludzkiej macicy stanowi ok. 10% powinowactwa progesteronu. Mimo tego, in vivo wykazuje on silne działanie progestegenne w stosunku do endometrium, nie ma natomiast właściwości estrogennych ani androgennych. Wywiera wprawdzie działanie antyandrogenne, jednak nie posiada aktywności glikokortyko– i mineralokortykosterodów, dzięki czemu nie zwiększa ryzyka choroby zakrzepowo-zatorowej. 
W randomizowanych, wieloośrodkowych badaniach Strowitzkiego i wsp. wykazano, że dienogest w dawce 2 mg dziennie jest tak samo skuteczny w redukcji bólu związanego z endometriozą, jak leuprorelina. Dodatkowo dienogest charakteryzował się lepszą tolerancją i rzadziej wywoływał uderzenia gorąca niż leuprorelina, minimalnie zmieniając mineralną gęstość kości i ich metabolizm. Badanie to, w którym randomizowano 252 pacjentki i które trwało 6 miesięcy, sugeruje, że dienogest może być oferowany jako efektywny i dobrze tolerowany lek w endometriozie związanej z bólem.

## Mechanizm działania
Dienogest zmniejsza wytwarzanie endogennego estradiolu i tym samym tłumi jego oddziaływanie pobudzające wzrost na endometrium eutropowe i ektopowe. W przypadku ciągłego podawania prowadzi do wytworzenia środowiska enokrynnego z niedoborem estrogenów i nadmiarem gestagenów, powodując początkową przemianę wydzielniczą (decydualizację) z następowym zanikiem struktur endometrium, co może utrudniać zagnieżdżenie zarodka.
Dienogest w dawce 2 mg dziennie, poprzez bezpośredni wpływ na folikulogenezę, hamuje owulację przy niewielkich zmianach w uwalnianiu LH i FSH u większości pacjentek.

## Wskazania do stosowania
Leczenie endometriozy. Hormonalne środki antykoncepcyjne do stosowania wewnętrznego, preparaty złożone.

## Przeciwwskazania
- nadwrażliwość na dienogest
- czynna żylna choroba zakrzepowo-zatorowa
- choroba tętnic i układu sercowo-naczyniowego, występująca w przeszłości lub obecnie (np. zawał mięśnia sercowego, udar naczyniowy mózgu, choroba niedokrwienna serca)
- cukrzyca ze zmianami naczyniowymi
- występujące obecnie lub w przeszłości guzy wątroby (łagodne lub złośliwe)
- niezdiagnozowane krwawienie z dróg rodnych

## Środki ostrożności
1. Stosowanie preparatu przed wystąpieniem pierwszej miesiączki nie jest wskazane.
2. U kobiet z występującą w wywiadzie ciążą pozamaciczną lub zaburzeniami czynności jajowodów, preparat stosować tylko po dokładnym rozważeniu korzyści w stosunku do ryzyka wystąpienia ciąży pozamacicznej.
3. Kobiety z tendencją do ostudy powinny unikać ekspozycji na światło słoneczne lub promieniowanie UV podczas stosowania dienogestu.
4. Niektóre preparaty dienogestu zawierają w swoim składzie laktozę – należy zwrócić na to uwagę przy stosowaniu u pacjentek z rzadko występującą dziedziczną nietolerancją galaktozy, niedoborem laktazy (czyli nietolerancją laktozy) lub zespołem złego wchłaniania glukozy–galaktozy, będących na diecie bezlaktozowej.
5. Nie stosować w ciąży i okresie karmienia piersią. Jeśli wymagana jest antykoncepcja podczas leczenia preparatem, należy stosować metody niehormonalne.
6. Zachować ostrożność u pacjentek:
  - z czynnikami ryzyka żylnej lub tętniczej choroby zakrzepowo-zatorowej (takimi jak: postępujący wiek, czas połogu, otyłość, dodatni wywiad osobisty lub rodzinny w kierunku zakrzepicy, palenie tytoniu, nadciśnienie tętnicze, długotrwałe unieruchomienie, operacja)
  - z czynnikami ryzyka osteoporozy
  - z depresją w wywiadzie
  - z żółtaczką zastoinową i (lub) świądem związanym z zastojem żółci w wywiadzie
  - z cukrzycą

## Interakcje
Leki indukujące metabolizm wątrobowy: fenytoina, barbiturany, prymidon, karbamazepina, ryfampicyna, oraz prawdopodobnie oksykarbazepina, topiramat, felbamat, gryzeofulwina, newirapina, preparaty ziołowe zawierające dziurawiec zwyczajny, zwiększają klirens hormonów płciowych i osłabiają skuteczność dienogestu.
Leki hamujące CYP3A4: azolowe leki przeciwgrzybicze (np. ketokonazol, itrakonazol, flukonazol), cymetydyna, werapamil, makrolidy (np. erytromycyna, klarytromycyna, roksytromycyna), diltiazem, inhibitory proteazy (np. nefazodon, fluwoksamina, fluoksetyna) oraz sok grapefruitowy, mogą zwiększać stężenie progestagenowe krwi i prowadzić do wystąpienia działań niepożądanych.

## Działania niepożądane
- zwiększenie lub zmniejszenie masy ciała, wzmożone łaknienie, dyskomfort piersi
- obniżenie nastroju, zaburzenia snu, nerwowość, utrata libido, uderzenia gorąca, osłabienie, lęk, depresja
- migrena, ból głowy, brzucha, pleców, kości, kończyn, kurcze mięśni
- nudności, wzdęcia z oddawaniem gazów, wymioty, biegunka, zaparcie
- trądzik, łysienie, suchość skóry, wzmożona potliwość, świąd, hirsutyzm, łamliwość paznokci, łupież
- torbiel jajnika
- krwawienie z macicy/pochwy
- niedokrwistość, nieswoiste zaburzenia układu krążenia, kołatanie serca, niedociśnienie tętnicze
- zachwianie równowagi autonomicznego układu nerwowego
- zespół suchego oka, szumy uszne
- stan zapalny żołądka i jelit, zapalenie dziąseł, skóry, zanikowe zapalenie sromu i pochwy
- nadwrażliwość na światło, zaburzenia pigmentacji
- zakażenie dróg moczowych, kandydoza pochwy, suchość sromu i pochwy
- guz piersi, dysplazja włóknisto-torbielowata sutka, stwardnienie piersi

U większości pacjentek leczonych dienogestem występowały zmiany profilu krwawień menstruacyjnych: brak miesiączki, rzadkie, częste, nieregularne lub dłuższe krwawienia.

## Dawkowanie
Doustnie 2 mg dienogestu raz dziennie o tej samej porze dnia. Preparat należy przyjmować codziennie bez przerwy, z posiłkiem lub bez posiłku.

## Preparaty
Preparaty dostępne w Polsce w roku 2020:
- proste: Aridya, Diemono, Dienogest Stragen, Dimetrio, Endofemine, Endovelle, Probella, Symdieno, Tubanis, Visanne, Zafrilla
- złożone:
  - dienogest + etynyloestradiol: Aidee, Astha, Atywia, Bonadea, Diener, Dionelle, Dorin, Ethinylestradiol/Dienogest Pharbil, Jeanine, Sibilla
  - dienogest + walerianian estradiolu: Juvinelle, Qlaira, Velbienne